# Peter Sollett

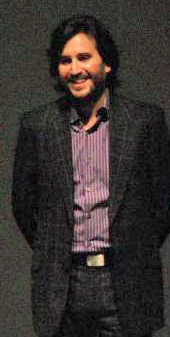
Peter Sollett (2008)

Peter Sollett (* 9. Februar 1976 in Bensonhurst, Brooklyn, New York City) ist ein US-amerikanischer Filmregisseur und Drehbuchautor.

## Leben und Karriere
Sollett wuchs in einem italienisch-jüdischen Viertel in Bensonhurst auf.
Sein erster Film war der 26-minütiger Kurzfilm Five Feet High and Rising. Das Drehbuch zu diesem Film schrieb er gemeinsam mit Eva Vives für seinen Abschluss an der Tisch School of Arts der New York University. Mit Five Feet High and Rising gewann Sollett unter anderem Auszeichnungen des Sundance Film Festival sowie des Cannes Film Festival. Der Kurzfilm ist nach Solletts eigener Aussage autobiografisch und basiert auf Erlebnisse seiner Kindheit in Brooklyn. Er diente ferner als Vorlage für seinen ersten Spielfilm Sommer in New York.
2017 wurde er in die Academy of Motion Picture Arts and Sciences (AMPAS) aufgenommen, die jährlich die Oscars vergibt.

## Filmografie (Auswahl)
- 2000: Five Feet High and Rising (Kurzfilm)
- 2002: Sommer in New York (Raising Victor Vargas)
- 2008: Nick und Norah – Soundtrack einer Nacht (Nick and Norah's Infinite Playlist)
- 2012: Ben and Kate (Fernsehserie, Episode 1x05)
- 2015: Freeheld – Jede Liebe ist gleich (Freeheld)
- 2016: Vinyl (Fernsehserie, Episode 1x05)
- 2018: The Path (Fernsehserie, 2 Episoden)
- 2018: Rise (Fernsehserie, Episode 1x07)
- 2019–2024: Evil (Fernsehserie, 5 Episoden)
- 2022: Metal Lords
- 2023: Your Honor (Fernsehserie, 4 Episoden)
- 2025: Elsbeth (Fernsehserie, Episode 2x13)